# ルゾーン
ルゾーン（イタリア語: Luson ; ドイツ語: Lüsen リューゼン）は、イタリア共和国トレンティーノ＝アルト・アディジェ州ボルツァーノ自治県にある、人口約1,600人の基礎自治体（コムーネ）。

## 地理

### 位置・広がり

#### 隣接コムーネ
隣接するコムーネは以下の通り。
- ブレッサノーネ
- マレッベ
- ナツ＝シャーヴェス
- ロデンゴ
- サン・ロレンツォ・ディ・セバート
- サン・マルティーノ・イン・バディーア

## 行政

### 分離集落
ルゾーンには、以下の分離集落（フラツィオーネ）がある。
- Monte/Berg, Valletta/Flitt, Masi/Huben, Croce/Kreuz, Pezzè/Petschied, Ronco/Rungg

## 住民

### 言語
| 言語集団調査（2011年） | 言語集団調査（2011年） | 言語集団調査（2011年） | 言語集団調査（2011年） | 言語集団調査（2011年） |
| ---------------------- | ---------------------- | ---------------------- | ---------------------- | ---------------------- |
|                        |                        |                        |                        |                        |
| ドイツ語               | ドイツ語               |                        | 97.77%                 | 97.77%                 |
| イタリア語             | イタリア語             |                        | 1.39%                  | 1.39%                  |
| ラディン語             | ラディン語             |                        | 0.83%                  | 0.83%                  |

2011年に行われた、住民がドイツ語・イタリア語・ラディン語のいずれの「言語集団」に属するかの調査によれば（ボルツァーノ自治県#言語集団調査参照）、住民の約98%がドイツ語話者である。